# Matthias Ginter
Matthias Ginter (nascut el 19 de gener de 1994) és un futbolista alemany que juga com a defensa central pel SC Freiburg a la Bundesliga.
El 8 de maig de 2014, Ginter va ser inclòs pel seleccionador alemany Joachim Löw a la llista preliminar de 30 jugadors per la fase final del mundial de 2014. Posteriorment, el juny de 2014 fou ratificat com un dels 23 seleccionats per representar Alemanya a la Copa del Món de Futbol de 2014 al Brasil.